# Elia Legati
Elia Legati (né le 3 janvier 1986 à Fidenza, dans la province de Parme, en Émilie-Romagne) est un footballeur italien qui évolue au poste de défenseur central.

## Biographie
Formé au Milan AC, Legati devient professionnel en 2005, à 19 ans. Patron de l'équipe réserve, il est décrit comme un joueur très fort dans les duels et à l'aise dans les airs. 
Mais au milieu des Nesta, Bonera, et autres Maldini, il ne parvient pas à se faire une place en équipe première. Il est donc prêté en Serie C2, l'équivalent de la quatrième division, au club de l'AC Legnano.
Auteur d'une magnifique saison, il aide son club à accéder à la troisième division. Il accède même a la sélection espoir italienne. Le Milan accepte de le prêter une seconde saison dans le club présidé par Marco Simone. Simone, justement, ancien joueur de la L1 et de l'AS Monaco, va conseiller son joueur à son ancien club. Ricardo à la recherche d'un patron défensif, se fera donc prêter le jeune italien qui devrait faire ses premiers pas en première division en 2008-2009.
Mais le prêt à l'AS Monaco ne fut pas une réussite car à partir du Mercato Hivernal 2008-2009, il n'a joué aucune rencontre de Ligue 1 n'ayant pas la confiance de l'entraîneur Ricardo.
Il retourne à l'AC Milan pendant le mercato hivernal de la saison  2008/2009. Il est alors prêté à nouveau, d'abord au Novare Calcio en Serie C1 puis, toujours barré par une forte concurrence au Milan AC, au FC Crotone en Serie B où il obtient très vite une place de titulaire en défense centrale. Il y marque le premier but de sa carrière.

## Palmarès
- Champion de Serie C2 en 2007 (AC Legnano,  Italie)